# Курбанов, Мухтар Мурадович
Мухтар Мурадович Курбанов (Мухтор Курбонов; 26 января 1975) — узбекистанский футболист, игравший на всех позициях в поле, тренер. Выступал за сборную Узбекистана.

## Биография
Начал играть на взрослом уровне в первом сезоне независимого чемпионата Узбекистана в клубе «Темирйулчи» (Коканд). Финалист Кубка Узбекистана 1992 года. В 1994 году стал лучшим снайпером своего клуба и вошёл в десятку бомбардиров чемпионата, забив 13 голов (по другим данным — 15), после этого был приглашён в один из сильнейших клубов страны того времени — ташкентский МХСК. В армейском клубе провёл три сезона, становился чемпионом (1997) и призёром чемпионата Узбекистана. В 1996 году с 15 голами стал лучшим снайпером клуба (наряду с Ойбеком Усманходжаевым) и шестым бомбардиром чемпионата.
В 1998 году перешёл в «Навбахор» (Наманган), с этим клубом стал бронзовым призёром чемпионата и обладателем Кубка Узбекистана. В 1999—2000 годах играл за «Дустлик» из Ташкентской области, с которым дважды подряд становился чемпионом страны, а в 2000 году также выиграл Кубок Узбекистана. В 2001 году выступал за столичный «Пахтакор», стал серебряным призёром чемпионата и обладателем Кубка. В 2002 году, выступая за ферганский «Нефтчи» и «Дустлик», забил 20 голов и стал третьим бомбардиром сезона, отстав на два гола от Бахтиёра Хамидуллаева.
Летом 2003 года перешёл в казахстанский клуб «Кайрат» (Алма-Ата), с которым стал обладателем Кубка Казахстана 2003 года. В 2004 году играл за «Яссы-Сайрам» (Туркестан), а в первой половине 2005 года — за «Жетысу» (Талдыкурган). Всего в высшей лиге Казахстана сыграл 49 матчей и забил 7 голов.
После возвращения на родину играл за клубы-середняки и аутсайдеры национального чемпионата «Металлург» (Бекабад), «Кызылкум» (Зарафшан), «Трактор» (Ташкент), «Шуртан» (Гузар), «Согдиана» (Джизак), «Хорезм», «Алмалык». В последние годы карьеры выступал на позиции защитника.
Всего в высшем дивизионе Узбекистана забил 133 гола (по другим данным 131 или 128).
В национальной сборной Узбекистана дебютировал 9 мая 1997 года в матче отборочного турнира чемпионата мира против Йемена. Сыграв два матча в мае 1997 года, затем три года не выступал за сборную, в мае 2000 года вернулся в состав. Участник финального турнира Кубка Азии 2000 года, где вышел на поле в одном матче. Всего в 1997—2001 годах провёл 16 матчей, голов не забивал.
В 2013 году работал тренером клуба первой лиги Узбекистана «НБУ-Азия» (Ташкент). В 2014 году возглавил «Шуртан», с которым в том же сезоне победил в турнире первой лиги и затем до 2016 года работал в высшей лиге. В декабре 2016 года назначен спортивным директором клуба «Алмалык».

## Достижения
- Чемпион Узбекистана: 1997, 1999, 2000
- Серебряный призёр чемпионата Узбекистана: 1995, 2001
- Бронзовый призёр чемпионата Узбекистана: 1996, 1998
- Обладатель Кубка Узбекистана: 2000, 2001
- Финалист Кубка Узбекистана: 1992, 1995, 2002
- Обладатель Кубка Казахстана: 2003